# ミサ曲第1番 (シューベルト)

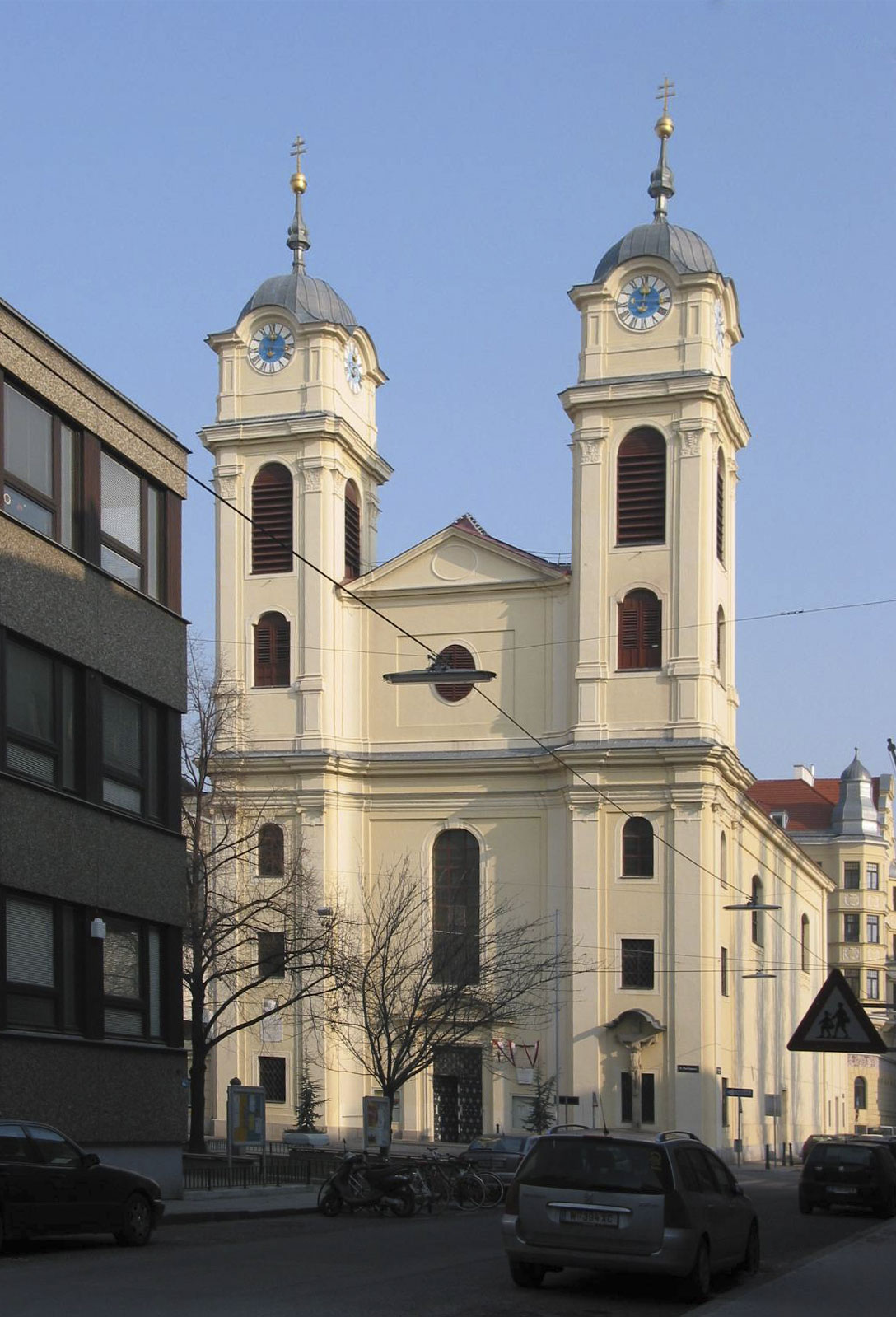
リヒテンタール教区教会。本作はこの教会での演奏を想定して書かれた。

ミサ曲第1番 ヘ長調 D105 は、フランツ・シューベルトが1814年に作曲したミサ曲。シューベルトのミサ曲で初めて演奏された曲であり、形式的にはミサ・ソレムニスに則っている。

## 概要

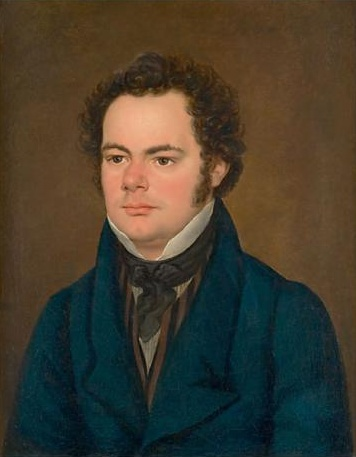
シューベルトの肖像。フランツ・アイブル画。1827年

本作は現在ウィーンの一部となっているリヒテンタールの教区教会の100周年に合わせて作曲された。これはシューベルト一家が通う教会でもあり、「シューベルト教会」（Schubertkirche）という名前でも知られている。シューベルトは1814年5月の記念にミサ曲を作曲するよう招待を受けた。9月25日に行われた初演は62名に上るとみられる演者で行われ、これは当時の演奏としては大規模な編成であった。作曲者の兄のフェルディナントがオルガンを弾き、ミヒャエル・ホルツァーが合唱指揮者、ヨーゼフ・マイセダーがコンサートマスター、テレーゼ・グロープがソプラノソロを歌い、シューベルト自身が指揮を行った。シューベルトの師であったアントニオ・サリエリは初演に出席していた可能性がある。後に、彼は弟子に「君は私にもっと多くの名誉をもたらしてくれるだろう」（der mir noch viele Ehre machen wird）と言葉をかけながら抱擁したと言われている。
フェルディナントは10日後にアウグスティーナ教会で2回目の演奏が行われたと記している。この時の聴衆は外国の高官を含んだかもしれないような、名誉のある顔ぶれだった。
シューベルトのテレーゼ・グロープへの愛にはこのミサ曲を書く間に火が付いたのではないかと思われる。目立つ最初のソプラノ独唱は高音のテッシトゥーラを有し、彼女の歌声を披露できるよう作られている。
シューベルトは1815年4月に異なる「ドナ・ノービス・パーチェム」 D185を作曲している。これはナポレオンのエルバ島脱出に対する民衆の抗議のために行われた礼拝用として書かれた可能性がある。あるいは、三位一体の主日にリヒテンタール教区教会でのミサ曲再演のためであったのかもしれない。1814年版では短く、フーガ的要素の少ない箇所がこれに置き換えられた。

## 編成
ソプラノ2、テノール2、アルト、バス、混声合唱、オーボエ、クラリネット、ファゴット2、ホルン2、ヴァイオリン2部、ヴィオラ、通奏低音（チェロ、コントラバス、オルガン）。

## 楽曲構成
全6曲から成る。演奏時間は約40分。注意書きは1815年版に基づいている。
1. キリエ ラルゲット ヘ長調 6/8拍子
2. グローリア アレグロ ヴィヴァーチェ ハ長調 2/2拍子
"Gratias agimus tibi..." アンダンテ コン・モート ヘ長調 3/4拍子 ソプラノ、テノール、バス独唱
"Domine Deus, Rex coelestis..." 合唱
"Domine Deus, Agnus Dei..." アダージョ ニ長調 4/4拍子 ソプラノ、アルト、テノール、バス独唱と合唱
"Quoniam tu solus sanctus..." アレグロ ハ長調 4/4拍子
"Cum sancto spiritu..." アレグロ・ヴィヴァーチェ ハ長調 2/2拍子
3. クレド アンダンティーノ ヘ長調 3/4拍子
4. サンクトゥス アダージョ・マエストーソ ヘ長調 4/4拍子
5. ベネディクトゥス アンダンテ・コン・モート 変ロ長調 3/4長調 ソプラノ、テノール四重唱
6. アニュス・デイ アダージョ・モルト ヘ長調 4/4拍子
"Dona nobis pacem..." アレグロ・モルト ヘ長調 6/8拍子